# San Marino op de Olympische Winterspelen 2014
San Marino was een van de landen die deelnam aan de Olympische Winterspelen 2014 in Sotsji, Rusland.

## Deelnemers en resultaten
(m) = mannen, (v) = vrouwen 

### Alpineskiën
| Olympiër                   | Onderdeel        | Resultaat | Prestatie                 |
| -------------------------- | ---------------- | --------- | ------------------------- |
| Vincenzo Romano Michelotti | reuzenslalom (m) | DSQ       | 1e run: gediskwalificeerd |
|                            |                  |           |                           |
| Federica Selva             | reuzenslalom (v) |           | run 1: DNF                |